# 野中庸
野中 庸（のなか いさお、1922年3月 - ）は、日本の内務・警察官僚。京都府出身。

## 概要
東京帝国大学法学部卒業後、高等試験に合格し、1945年に内務省入省。1947年に内務省警保局に勤務。1948年に国家地方警察三重県本部警務部長兼教養課長、1949年に国家地方警察三重県本部警備部長兼警備課長、1952年に国家地方警察本部警備部警ら交通課課長補佐、1954年に兵庫県警察本部刑事部捜査第二課長、1955年に静岡県警本部警務部長、1958年に警察庁警備局警備第一課理事官、1962年に滋賀県警本部長、1964年に警察庁中部管区警察局総務部長、1965年に警察庁近畿管区警察局管区警察学校長、1967年に公安調査庁調査第二部第二課長、1969年に近畿管区警察局公安部長、1970年に長野県警本部長を歴任。長野県警本部長時代の1972年にあさま山荘事件が発生し、事件処理にあたった。1973年に警察庁中部管区警察局長に就任。
退官後は、セントラル警備保障代表取締役社長に就任した。